# Säbener Straße
Säbener Straße è un impianto sportivo di proprietà del Bayern Monaco. Si trova a Monaco di Baviera ed è la sede di allenamento della prima squadra e delle giovanili del team. Qui vengono accolti tesserati e i sostenitori della squadra che possono assistere agli allenamenti. I tifosi posso acquistare vari gadget del Bayern.
All'interno del centro ci sono delle palestre, stanze per il fitness, una sala massaggi, una biblioteca, spogliatoi, docce, bar e una sala conferenze oltre ai 6 campi da calcio di cui uno in erba sintetica (i restanti 5 con prato naturale). Oltre ai campi da calcio sono anche presenti: un campo da pallavolo, una piscina e un campo da pallamano.

## Galleria d'immagini

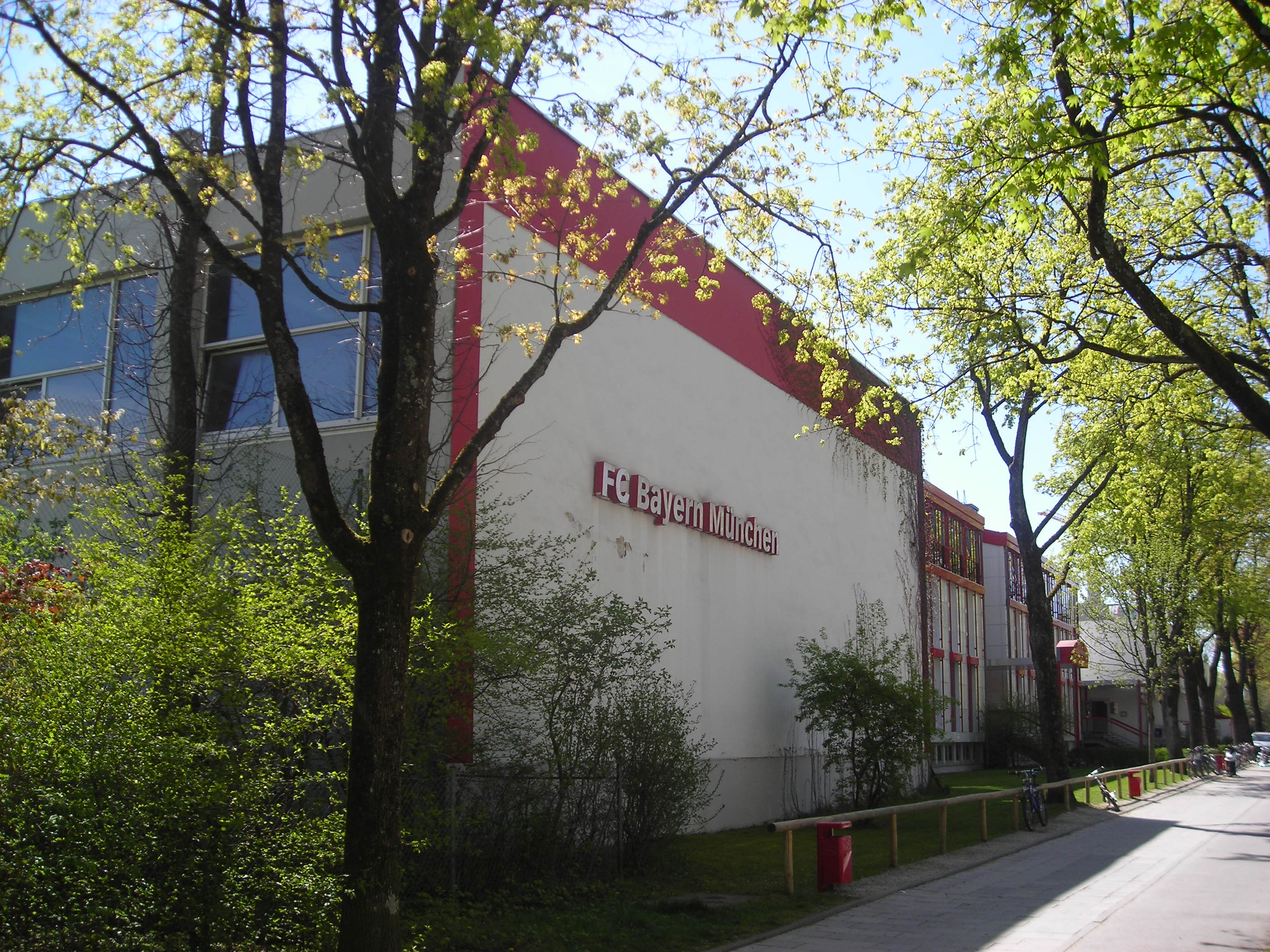
Edificio principale
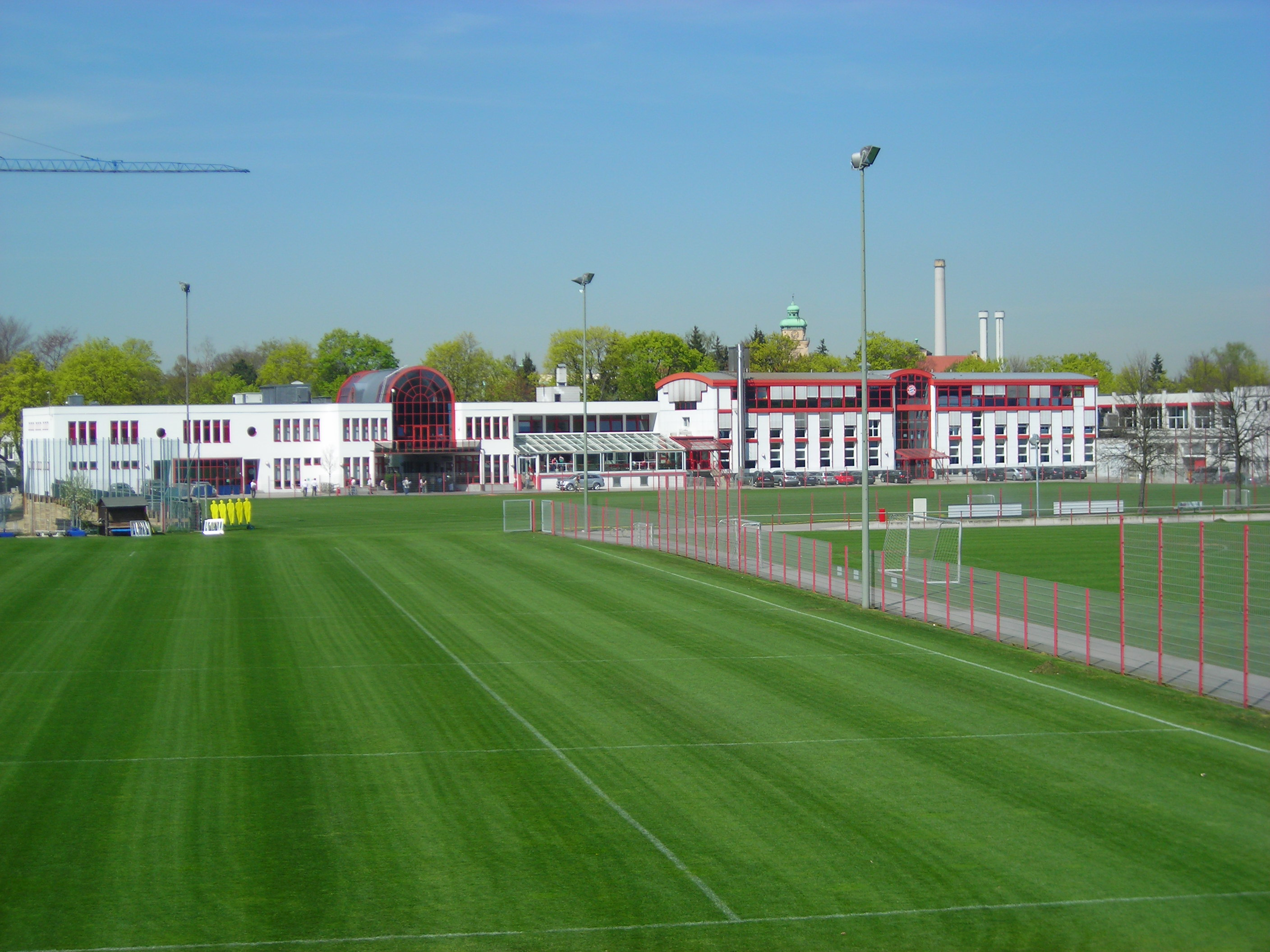
Vista
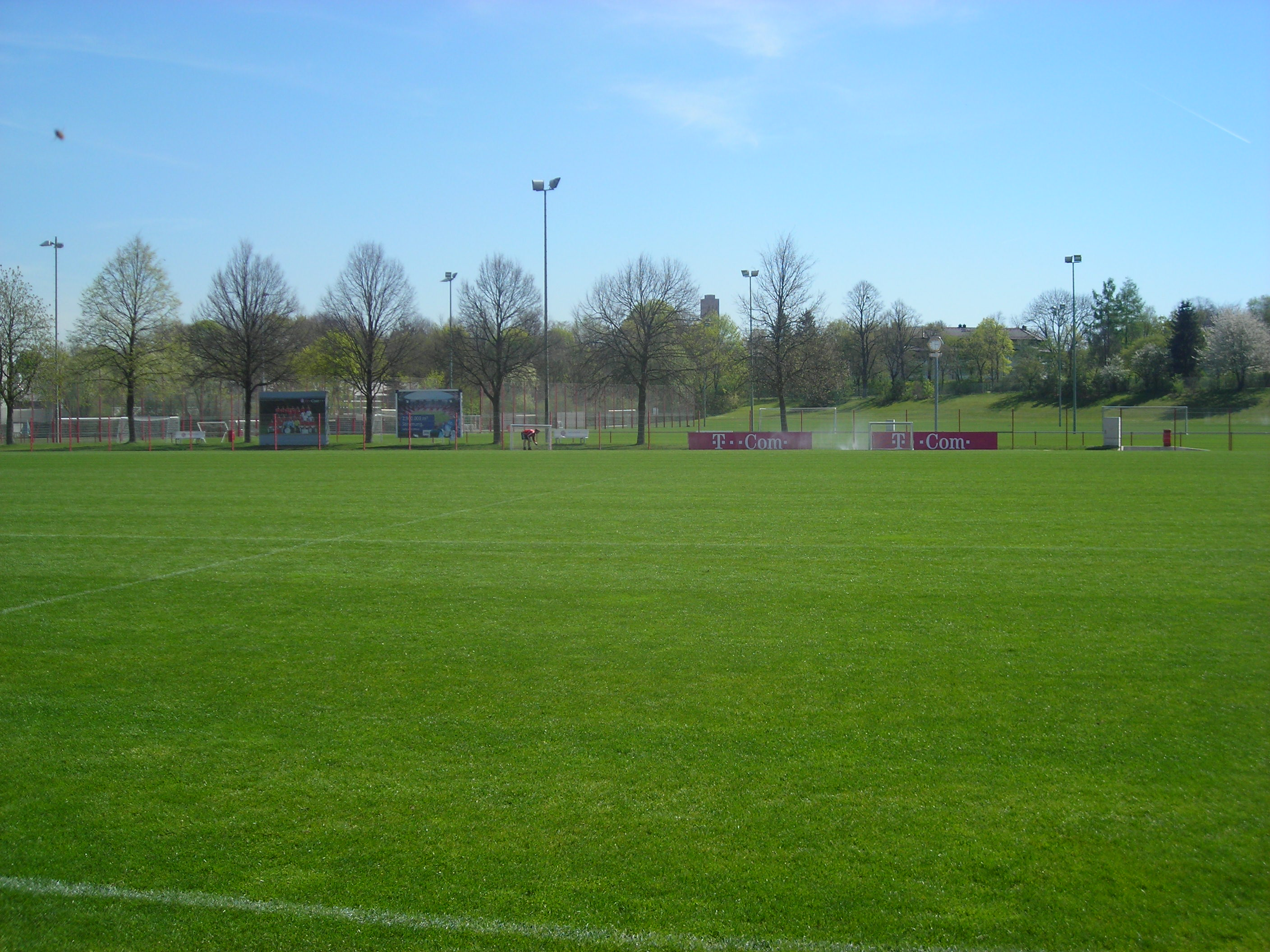
Vista
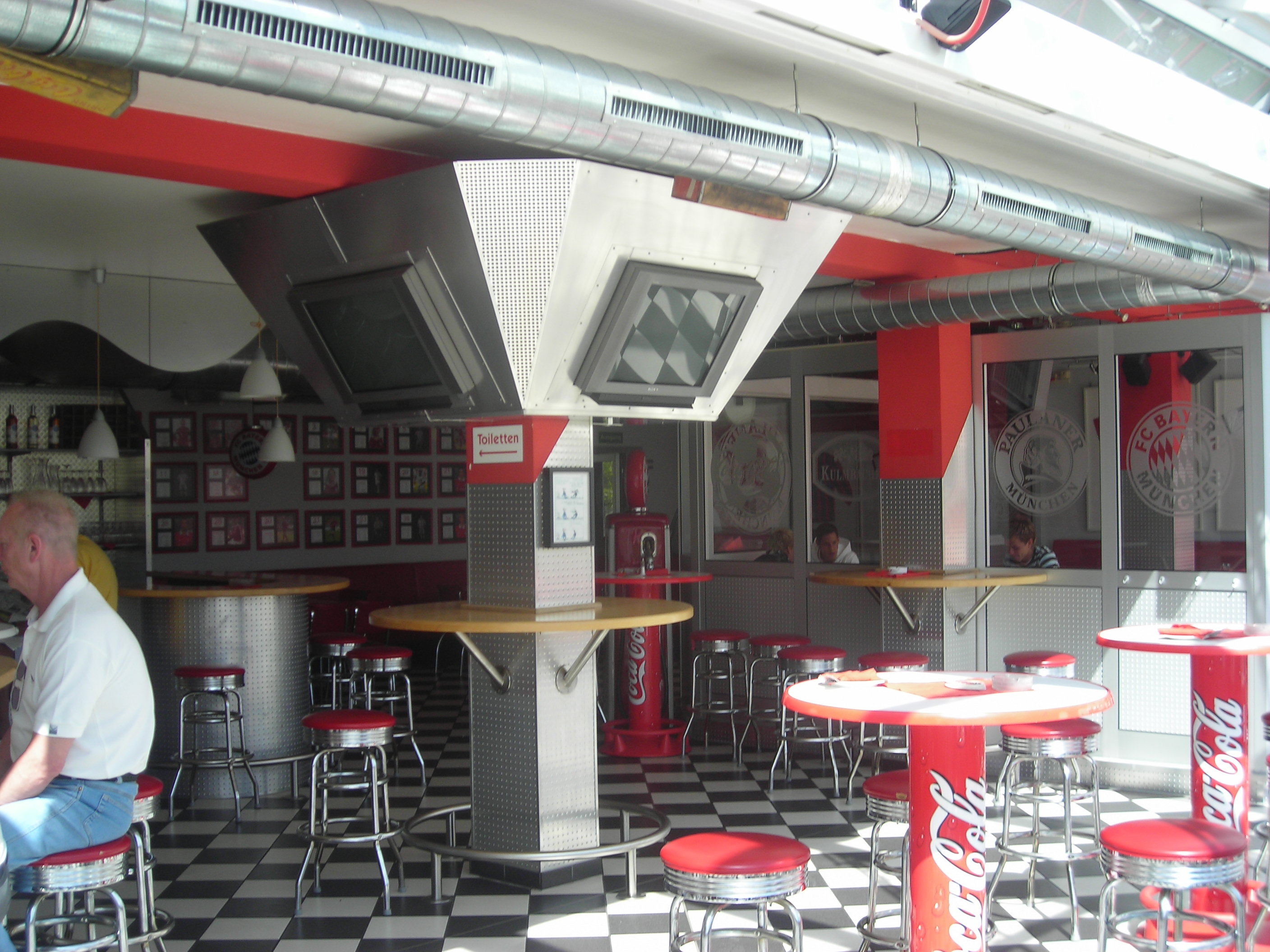
Bistrò